# Zweihänder
Les Zweihänder (pronunciació alemanya: [t͡svaɪhɛndɐ] ( escolteu-ho): (alemany "dues mans") foren desenvolupades a partir de les espases llargues de finals de l'edat mitjana i va esdevenir l'arma característica dels Lansquenets dels temps de Maximilià I i durant les Guerres d'Itàlia de 1494 a 1559. El Goliath Fechtbuch (1510) mostra un model intermedi entre una espasa llarga i una Zweihänder.
Aquestes espases representen l'etapa final de la tendència de l'augment de la grandària que va començar al segle xiv. En la seva forma desenvolupada, les Zweihänder van adquirir les característiques pròpies d'una arma d'hasta en lloc d'una espasa a causa de la seva grandària i pes i, per tant, un abast més llarg i potència d'atac. En conseqüència, no es portava en una beina sinó a l'espatlla com una alabarda.
Cap a la segona meitat del segle xvi, aquestes espases ja no tenien cap aplicació pràctica, però van seguir utilitzant-se de manera cerimonial o representativa fins al segle xvii. Algunes zweihänder cerimonials, anomenades "espases de desfilada" (Paradeschwert), eren molt més grans i pesaven aproximadament 10 lliures (4,5 quilograms).

## Morfologia
Degut a de la seva mida i pes, aproximadament 1,4 metres (4 peus i 7 polzades) de llarg i amb un pes superior a 2 kg (4.4 lliures), les zweihänders requereixen dues mans, com el seu nom indica; requerint un mínim de 25 centímetres (9,8 polzades) per al mànec. Les zweihänders de més de 4 kg es van limitar a l'ús cerimonial.
Les primeres zweihänders eren simplement versions més grans de les espases llargues. Alguns exemples posteriors van tenir Parierhaken ("ganxos de parada") a la part superior del terç fort, així com anells laterals a la creu. Aquestes dues característiques, no necessàriament anaven juntes. Algunes zweihänders tenien fulles ondulades i s'anomenaven Flammenschwert.

## Ús

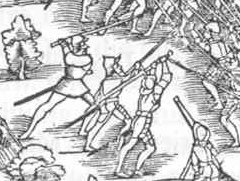
Representació de les zweihänder utilitzades contra les piques a la batalla de Kappel

L'arma està majoritàriament associada amb mercenaris suïssos o alemanys coneguts com a Lansquenets, i aquells que l'empraven, els Doppelsöldner. No obstant això, els suïssos van prohibir el seu ús, mentre que els alemanys les van seguir utilitzant fins molt més tard.
La Banda Negra de mercenaris alemanys (activa durant les dècades de 1510 i 1520) va incloure 2.000 espadatxins a dues mans en una força total de 17.000 homes. Els portadors de zweihänders van lluitar amb i contra formacions de piques. Els soldats formats en l'ús de l'espasa van rebre el títol de Meister des langen Schwertes (lit. mestre de l'Espasa Llarga) a la Germanor de Sant Marc.
L'heroi frisi Pier Gerlofs Donia té la reputació d'haver emprat una zweihänder amb tal habilitat, força i eficiència que hauria aconseguit decapitar diverses persones amb ella d'un sol tal. La zweihänder que se li atribueix és, des del 2008, exposasa al Frysk Museum. Té una longitud de 213 cm (84 polzades) i un pes de 6,6 kilos (15 lliures).

## Actualment
Alguns grups d'Arts Marcials Històriques Europees moderns, específicament els que se centren en els estils alemanys d'espasa llarga, utilitzen alguns zweihänders amb parierhaken menys pronunciats per a entrenar. Aquests ganxos menys pronunciats es denominen col·loquialment "Schilden", literalment "escuts" en alemany, ja que s'utilitzen per atrapar la fulla de l'oponent. Aquests Schilden sovint també actuen com a terç fort allisant-los, i eixamplant-los. Aquestes zweihänders són anomenades feders, o federn en alemany, i són estris d'entrenament emprats històricament (de fet no hi ha cap prova concreta de s'utilitzessin mai espases de fusta fins i tot per a entrenar, a diferència de a altres parts del món).